# Dlouhá Lhota (Příbrami járás)
Dlouhá Lhota település Csehországban, a Příbrami járásban. Dlouhá Lhota Ouběnice, Rosovice, Obořiště, Suchodol, Kotenčice és Drásov településekkel határos. Lakosainak száma 462 fő (2024. január 1.).

## Népesség
A település lakosságának változását az alábbi diagram mutatja:
| Lakosok száma | 485  | 558  | 465  | 380  | 320  | 299  | 408  | 429  | 441  | 462  |
|               | 1869 | 1890 | 1921 | 1950 | 1980 | 2001 | 2017 | 2019 | 2022 | 2024 |